# Magie ve starověkém Římě

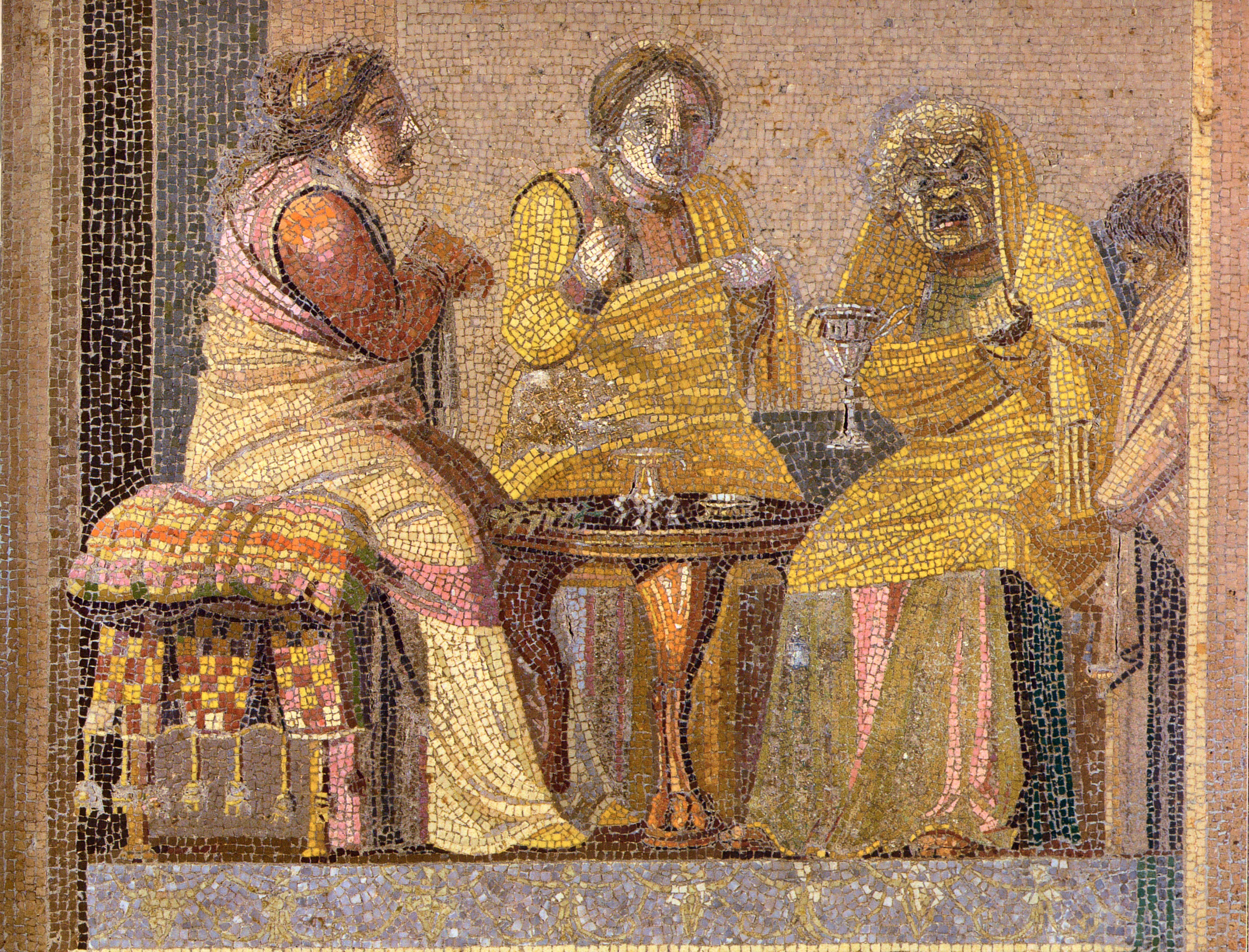
Dvě ženy mluví s čarodějnicí, mozaika z pompejské Villy de Cicerone, 2. století př. n. l.

Magie ve starověkém Římě zahrnovala širokou škálu praktik jako prokletí, kouzla lásky, amulety a často k ní byly řazeny i některé formy léčení či soukromého věštění, úzce s ní bylo spojeno také travičství. Náhled na ní byl zpravidla negativní, byla chápána jako barbarská a pověrečná praktika, které má za cíl někomu ublížit, nebo jako prosté šarlatánství.
Náhled na magii a celou řadu praktik Římané sdíleli s Řeky.

## Zákonodárství
Zákaz magie se objevuje již v Zákonech dvanácti desek, nejstarší kodifikaci římského práva z 5. století př. n. l., kde je trestem smrt, a je opakován v Lex Cornelia de sicariis et veneficis (Zákon Corneliův proti vrahům a čarodějníkům). V druhém z textů jsou uvedeny následující tresty:
- Podání nápoje lásky nebo abortiva se trestá uvržením do dolů.
- Provádění bezbožných a temných obřadů za účelem očarování či prokletí se trestá ukřižováním či hozením šelmám.
- Lidská oběť, obětování lidské krve nebo znesvěcení posvátného místa se trestá u níže postavených hozením šelmám.
- Praktikování magie se trestá hozením šelmám či ukřižováním, pokud je prováděno profesionálně tak upálením.
- Vlastnictví magických knih se trestá popravou a knihy jsou spáleny.
- Podání léků, který způsobí smrt, se trestá popravou.

U některých zločinů jsou určeny nižší tresty pro výše postavené osoby. U méně závažných (podání nápoje lásky, vlastnictví magických knih) vyhnanství na vlastním ostrově, u závažnějších prostá poprava namísto krutějších metod, jako je hození šelmám. V době císařské se zákazy magie rozšířily na soukromé věštění, s ohledem na to, že divinační praktiky byly považovány za monopol státu.

## Představy o magii
Římané věřili, že magie souvisí s magickou mocí jmen a moc mágů pramení v jejich schopnosti hovořit s bohy. Cíle magie však byly typicky zlovolné, například se věřilo, že skrze ní lze „přilákat“ (perlicere) nebo „přečarovat“ (incantare messes) úrodu z jednoho pole na druhé. O obvinění z čarodějnictví a následném osvobození úspěšného hospodáře jménem C. Furius Cresimus v 2. století př. n. l. se zmiňuje Plinius starší, V císařské době zase byly oblíbené proklínací tabulky, které měly zneškodnit protivníky v závodech vozatajů.
Magie byla hledána například za záhadnou nemocí vojevůdce Germanica v 1. století a podle Tacita byla v jeho ložnici nalezena kouzla obsahující části lidských těl a proklínací tabulky. Z pokusu o vraždu byl obviněn místodržící Sýrie Gaius Culpurnius Piso a jeho manželka Plancina.
Rozšířená byla představa čarodějnice, tedy ženy, která používá magii ke zlovolným účelům a často je popisována jako sexuálně nenasytná. Z literárních děl čarodějnice vystupuje například v Apuleiově Zlatém oslu nebo v osmé z Vergiliových Bukolik. Podle Ovidia útočily čarodějnice na spící děti, trhaly je na kusy a pily jejich krev, podobné představy se ve středověku tradovaly o lamiích. Horatiova čarodějnice Canidie připravovala z částí zvířecích těl a jedovatých bylin nápoj, který jí měl zajistit lásku bohatého milence, Erichto z Lúkiánova díla zase požírala mrtvoly a její zaříkávání k chtonickým božstvům se podobalo vytí vlka a houkání sovy.
K latinským výrazů pro čarodějnici patří následující:
- saga (vědma, věštkyně či čarodějnice)
- venefica (travička či čarodějnice), doslova „jedo-dějka“
- malefica (travička či čarodějnice), doslova „zlo-dějka“
- stria, striga či strix, tedy „sýček“

## Magie a filozofie
V době císařské se počala stírat hranice mezi filozofem, charismatickým divotvůrcem a čarodějem. Následkem toho se začala objevovat obvinění filozofů z praktikování magie: tak byl nařečen v 1. století Anaxilaus z Larissy a Apollónios z Tyany, v 2. století Lucius Apuleius, ve 3. století Plótínos a v 5. století Proklos. Za ozvěnu tohoto přístupu lze považovat i obvinění filozofa a teologa Boëthia z magie ostrogótským králem Theodorichem v 6. století.
Změna vnímání souvisela s rozvojem spekulativní filozofie, jako byl novopythagoreismus a střední platonismus, především pak ale novoplatonismus. V představách posledně jmenované školy existovala komplexní kosmická hierarchie nadlidských bytostí, které mohly být chápány jako nástroj, skrze který magie fungovala. Významný jsou v tomto ohledu především Chaldejská orákula, ve kterých splývaly magické a filozofické prvky a která prosazovala techniku zvanou theurgie. V hermetickém pojednání Asklépios byla zase chválena egyptská magie.
Komplexní náhled na povahu magie se objevuje například v Apuleiově Apologii. Její autor magii označuje, s odkazem na Platóna, za umění milé bohům, znalost toho, jak je správně ctít a vzývat, které je vlastní Peršanům. Zmiňuje ale také „běžnější“ pohled na magii jako umění rozmlouvat s bohy a díky tomu skrze zaříkávadla (cantamina) dosáhnout čehokoliv, co člověk chce. V takovém pojetí magie splývá s náboženstvím, které namísto zaklínadla používá modlitbu. Hlavním cílem Apuleia však bylo zesměšnit proti němu vznesená obvinění poukazem na inkonzistenci celého pojmu magie.